# Худайкулов Ібрагім
Ібрагім Худайкулов (1903, місто Туркестан Туркестанського краю, тепер Казахстан — серпень 1974, місто Ташкент, тепер Узбекистан) — радянський діяч, 3-й секретар ЦК КП(б) Узбекистану. Депутат Верховної Ради СРСР 1-го скликання.

## Біографія
Народився в родині селянина-середняка. У 1918 році закінчив вище початкове училище в місті Туркестані. У 1919 році вступив до комсомолу.
З вересня 1920 по грудень 1923 року — завідувач політпросвітвідділу, відповідальний секретар Туркестанського повітово-міського комітету комсомолу.
З січня 1924 по червень 1925 року — завідувач організаційного відділу Ташкентського обласного комітету ЛКСМ Узбекистану. З червня 1925 по квітень 1926 року — завідувач політпросвітвідділу Кашка-Дар'їнського обласного комітету ЛКСМ Узбекистану.
З квітня 1926 по вересень 1927 року — завідувач організаційного відділу Шахрисабзького повітово-міського комітету КП(б) Узбекистану.
Член ВКП(б) з листопада 1926 року.
З вересня 1927 по жовтень 1928 року — завідувач організаційного відділу Народного комісаріату праці Узбецької РСР у місті Самарканді.
З листопада 1928 року — інструктор Володарського районного комітету ВКП(б) міста Ленінграда.
З вересня 1929 по січень 1932 року — слухач Всесоюзного комуністичного сільськогосподарського університету імені Сталіна в Ленінграді.
З січня 1932 по травень 1933 року — пропагандист ЦК ВКП(б) у Москві.
У червні 1933 — лютому 1935 року — 1-й секретар Мірзачульського районного комітету КП(б) Узбекистану.
У лютому 1935 — жовтні 1937 року — 1-й секретар Нарпайського районного комітету КП(б) Узбекистану.
27 вересня 1937 — лютий 1938 року — 3-й секретар ЦК КП(б) Узбекистану. Знятий з роботи «у зв'язку з наявністю компрометуючих матеріалів».
У квітні — травні 1938 року — директор Самаркандського державного університету Узбецької РСР.
Заарештований у Ташкенті 17 травня 1938 року УДБ НКВС Узбецької РСР за звинуваченням у шкідництві за статтею 10-63 КК Узбецької РСР. Перебував у в'язниці. Постановою відділу із спецсправ Прокуратури СРСР 13 січня (за іншими даними, 29 лютого) 1940 року справа відповідно до статті 204 п.б КПК РРФСР в кримінальному порядку припинена, в лютому 1940 року звільнений з-під варти. З лютого по вересень 1940 року не працював, хворів у місті Ташкенті.
З вересня 1940 по червень 1941 року — керуючий тресту нових луб'яних волокон «Узноволубтрест». З червня 1941 по вересень 1944 року — голова президії спілки з обслуговування працівників промислових артілей «Узпромспілкас» у Ташкенті.
З вересня 1944 по травень 1945 року — голова колгоспу «1 травня» Чиназького району Ташкентської області.
З червня 1945 по лютий 1948 року — директор Джалалабадського бавовняного заводу в місті Джалалабаді Киргизької РСР. У лютому — червні 1948 року — не працював, хворів у Ташкенті.
З червня по жовтень 1948 року — керуючий Південно-Казахстанської обласної контори об'єднання «Росткаучук» у місті Чимкенті Казахської РСР. З листопада 1948 по липень 1949 року — інструктор оптово-торгової бази Узбецької республіканської спілки споживчих товариств «Узбекбрляшу» в Ташкенті.
З серпня 1949 по вересень 1957 року — директор середньої школи № 18 в Карасуйському районі Ташкентської області.
У вересні 1957 — січні 1959 року — голова виконавчого комітету Мірзачульської районної ради депутатів трудящих Ташкентської області. У січні — квітні 1959 року — голова виконавчого комітету Єржарської міської ради депутатів трудящих Ташкентської області. У травні — червні 1959 року — на пенсії.
З червня 1959 по січень 1979 року — керуючий Ташкентського деревообробного комбінату.
З січня 1971 року — на пенсії в місті Ташкенті. Помер у серпні 1974 року.